# Polideportivo Andrés Estrada
El Polideportivo Municipal Andrés Estrada es un recinto multiusos situado en la Avenida Pío XII de la capital onubense. El pabellón, construido en 1974 y con capacidad para 3.500 espectadores (aunque alcanza un aforo de 5.000 con las gradas móviles) fue el recinto deportivo cubierto más importante y con más aforo de toda la provincia hasta la construcción del Palacio de los Deportes de Huelva. El Andrés Estrada acogió al histórico CB Ciudad de Huelva, ya desaparecido y, actualmente, es la casa del Toyota Recreativo Conquero, equipo que compite en la Liga Femenina, siendo uno de los pocos polideportivos españoles que ha visto baloncesto de élite tanto masculino como femenino. Asimismo, también fue un pabellón de voleibol, ejerciendo como local el CV Aguas de Huelva, que disputó más de 10 temporadas consecutivas en la Superliga (máxima categoría), llegando incluso a participar en competiciones europeas.

## Club Baloncesto Ciudad de Huelva
El Caja Huelva (embrión del Club Baloncesto Ciudad de Huelva) empezó a jugar en el Andrés Estrada en 1986, anteriormente ejercía de local en el modesto pabellón "Las Américas". Este polideportivo vivió acontecimientos que marcaron la historia tanto del Caja Huelva (posteriormente Monte Huelva) como del Ciudad de Huelva, cronológicamente fueron los siguientes:
- Temporada 1986/87: Playoff de ascenso a Primera División "B"
- Temporada 1987/88: Ascenso a Primera División "B" (actual Liga LEB)
- Temporada 1988/89: Primera temporada del club en Primera División "B"
- Temporada 1989/90: Playoff de ascenso a Liga ACB (el primero de su historia)
- Temporada 1990/91: Playoff de ascenso a Liga ACB
- Temporada 1991/92: Playoff de ascenso a Liga ACB
- Temporada 1992/93: Playoff de ascenso a Liga ACB
- Temporada 1993/94: Playoff de ascenso a Liga ACB
- Temporada 1994/95: Debut en la recién creada Liga EBA. Playoffs por la permanencia
- Temporada 1995/96: Playoff de ascenso a Liga ACB
- Temporada 1996/97: Campeón de la primera edición de la Liga LEB y ascenso a Liga ACB
- Temporada 1997/98: Primera y única temporada del club en la Liga ACB
- Temporada 1998/99: Playoffs de ascenso a Liga ACB

## Club Baloncesto Conquero
Curiosamente, el mismo año 1999 que el Club Baloncesto Ciudad de Huelva se mudó al Palacio de Deportes se fundó otro club referente en el baloncesto onubense, femenino en este caso, el CB Conquero que, desde sus inicios, tuvo al Andrés Estrada como su casa, que también presenció los momentos más importantes en la historia del club; siendo testigo directo del más importante de todos ellos, la fase de ascenso a Liga Femenina de la temporada 2011/12, en la que Huelva compitió con Bembibre (León) y Lugo para acoger dicho acontecimiento, resultando la pista onubense la elegida por la Federación Española de Baloncesto al cumplir la totalidad de los requisitos y presentar la mejor oferta global. Finalmente, el CB Conquero superó la fase de ascenso y logró alcanzar la nueva categoría con más de 2.000 espectadores en las gradas del Andrés Estrada que, al año siguiente, se convirtió en un pabellón de Liga Femenina
- Temporada 2005/06: Playoff de ascenso a Liga Femenina 2 (el primero de su historia)
- Temporada 2006/07: Playoff de ascenso a Liga Femenina 2
- Temporada 2007/08: Ascenso a Liga Femenina 2
- Temporada 2011/12: Campeón de Liga Femenina 2 y ascenso a Liga Femenina con el Andrés Estrada como sede de la fase de ascenso
- Temporada 2012/13: Primera temporada en Liga Femenina de la historia del club

## Club de bádminton IES La Orden
El equipo de bádminton de la ciudad, el Recreativo de Huelva-IES La Orden disputaba sus partidos como local en el Polideportivo Diego Lobato, entre las barriadas de Santa Marta y La Orden. No obstante, sus éxitos en las últimas campañas llevaron al club a mudarse al Andrés Estrada al finalizar la temporada 2012/13, de hecho ya disputó la final de esa temporada en el Estrada, mejor ubicado y con más aforo que su anterior pabellón. Acoge anualmente el Gran Premio de bádminton de Huelva, una de las cuatro pruebas anuales puntuables para el Ranking nacional. Otros eventos relacionados con el bádminton han sido los siguientes:
- 2010: Sede del Campeonato de España de bádminton
- 2013: Sede de la final de la División de Honor de bádminton 2012-13, en el que el Recreativo de Huelva-IES La Orden conquistó su primer título.
- Temporada 2013/14: Primera campaña en la que el Recreativo de Huelva-IES La Orden ejerce como local en el Andrés Estrada. Segundo título de liga conseguido por el club onubense de nuevo en este pabellón.

## Selección española
El Andrés Estrada tuvo el honor de ser el primer pabellón de la provincia que acogió un partido de la Selección española de baloncesto, en un duelo frente a Alemania Federal en el que el combinado nacional se impuso por 113-81; se trataba de un partido amistoso que se jugó el 31 de mayo de 1982.